# تورجير برين
تورجير برين (بالنرويجية: Torgeir Bryn‏) مواليد 19 أغسطس 1964 في أوسلو، هو لاعب كرة سلة نرويجي سابق. يبلغ طوله 6 قدم 9 بوصة (2.1 م). لعب في الرابطة الوطنية لكرة السلة.

## فرق لعب لها
- لوس أنجلوس كليبرز
- سي بي إستوديانتس

## إحصائيات المسيرة

### الموسم الاعتيادي
| السنة                                        | الفريق            | لعب | بدأ | دقيقة | ميداني% | ثلاثية | حرة  | ارتداد | صنع | استلاب | تصدي | نقطة |
| -------------------------------------------- | ----------------- | --- | --- | ----- | ------- | ------ | ---- | ------ | --- | ------ | ---- | ---- |
| الدوري الأمريكي لكرة السلة للمحترفين 1989–90 | لوس أنجلوس كليبرز | 3   | 0   | 3.3   | .000    | .000   | .667 | 0.7    | 0.0 | .7     | 0.3  | 1.3  |
| المسيرة                                      |                   | 3   | 0   | 3.3   | .000    | .000   | .667 | 0.7    | 0.0 | .7     | 0.3  | 1.3  |

## روابط خارجية
- تورجير برين على موقع IMDb (الإنجليزية)
- تورجير برين على موقع إن بي أي (الإنجليزية)
- تورجير برين على موقع سبورتس رفرنس (الإنجليزية)
- تورجير برين على موقع الدوري الإسباني لكرة السلة (الإسبانية)
- تورجير برين على موقع كرة السلة الأوروبية.كوم (الإنجليزية)
- تورجير برين على موقع كلية كرة السلة في سبورتس رفرنس.كوم (الإنجليزية)
- تورجير برين على موقع ريلجم (الإنجليزية)
- تورجير برين على موقع بروبوليرز (الإنجليزية)
- تورجير برين على موقع سبورتس رفرنس (الإنجليزية)